# Jõesse
Jõesse (Duits: Jesse) is een plaats in de Estlandse gemeente Lääne-Nigula, provincie Läänemaa. De plaats heeft de status van dorp (Estisch: küla).
Tot in oktober 2017 viel Jõesse onder de gemeente Martna. In die maand werd Martna bij de gemeente Lääne-Nigula gevoegd.

## Bevolking
Het dorp had 12 inwoners op 31 december 2011 en 15 inwoners op 31 december 2021.

## Ligging
Jõesse ligt ongeveer 15 km ten zuidoosten van de stad Haapsalu. De beek Tabra oja (een zijtak van de rivier Rannamõisa) stroomt door Jõesse.

## Geschiedenis
Jõesse werd in 1498 voor het eerst genoemd als landgoed Jesse. In 1732 heette het Josa en in 1765 Jeß. In 1867 werd het landgoed gedegradeerd tot ‘semi-landgoed’ (Duits: Beigut, Estisch: poolmõis) onder Wenden (Võnnu). In 1913 werd het door de Esten Jöesamois genoemd. In 1919 werden Wenden en Jesse door het onafhankelijk geworden Estland onteigend. In 1923 heette de nederzetting op het voormalige landgoed Jõesoo en had ze de status van asundus (nederzetting). In 1945 heette het dorp Jõesuu. Tussen 1977 en 1997 viel Jõesse onder Ehmja, net als het buurdorp Kesu. Het zuidwestelijk deel van Jõesse was rond 1900 onder de naam Varese (Duits Warreks) nog een afzonderlijk dorp.